# Choros nr. 11
Choros nr. 11 is een compositie van de Braziliaanse componist Heitor Villa-Lobos. Het werk maakt deel uit van een serie van 15 à 16 werken met dezelfde naam, afhankelijk van de geraadpleegde bron. De naam is dan ook het enige bindmiddel tussen de werken, er zijn meer verschillen dan overeenkomsten. Choros nr. 11 is de langstdurende uit de serie, wellicht met uitzondering van de nummers 13 en 14, doch die zijn zoek.
Choros nr. 11 is geschreven voor piano en orkest. Velen zien in deze Choros een pianoconcerto, anderen, waaronder de componist zelf, een concerto grosso en weer anderen zien in het werk de samensmelting van westerse klassieke muziek met Braziliaanse ritmen. Het heeft een driedelige structuur zonder dat de delen klassieke benamingen hebben; de delen heten I, II en III. Men kan daartussen pauzeren, maar men kan het ook achter elkaar doorspelen. Voor de interpretatie als pianoconcert valt veel te zeggen, niet alleen de driedelige indeling, veelvoorkomend bij concerto's, maar ook degene aan wie het opgedragen is, wijst die richting uit. Het is opgedragen aan pianist Arthur Rubinstein, die veel van Villa-Lobos’ pianowerken, waaronder Rudepoema, heeft uitgevoerd. Concerto grosso kan ook, want niet alleen de pianist moet staaltjes van techniek tonen; andere instrumentalisten moeten ook excelleren. De samensmelting zit dan in het feit dat een voornamelijk klassieke compositie op zijn tijd fragmenten en ritmen laat horen van de modinha, een Braziliaanse volksdans.
De eerste uitvoering vond plaats in Rio de Janeiro op 18 juli 1942 onder leiding van de componist zelf. De combinatie van technische moeilijkheden en de vreemde ritmen zijn de attracties van dit werk, maar vormen meteen ook een struikelblok voor uitvoeringen. Daarnaast geldt dat de componist buiten Brazilië, de Verenigde Staten en Frankrijk niet zo bekend is. De instrumentatie is ook voor een modern symfonieorkest enigszins afwijkend met een batterij percussie, twee saxofoons, twee harpen en een Es-klarinet.

## Opnamen
Alhoewel de muziek van Villa-Lobos de laatste jaren een revival lijkt door te maken zijn er in de loop der tijden weinig opnamen verschenen. In 1948 speelde Aline van Barentzen en het orkest van de Franse Radio een opname vol. In het cd-tijdperk volgden twee opnamen relatief snel achter elkaar:
- in 1998 Ralf Gothoni met het Fins Radiosymfonieorkest o.l.v. Sakari Oramo en
- in 2008 Cristina Ortiz met het São Paulo Symfonie Orkest o.l.v. John Neschling